# Alchemilla trichocrater
Alchemilla trichocrater är en rosväxtart som beskrevs av Sergei Vasilievich Juzepczuk. Alchemilla trichocrater ingår i släktet daggkåpor, och familjen rosväxter. Inga underarter finns listade i Catalogue of Life.